# 大石公平
大石 公平（おおいし　こうへい、1975年 - ）は日本の柔道家。愛知県大府市出身。

## 経歴
父親の大石康は大成中学校・高等学校柔道部と提携する大石道場の指導者。姉の大石愛子は1994年のアジア大会66kg級で金メダルを獲得した。次女の大石いづみは大成高校女子柔道部監督を経て、龍谷大学で指導にあたっている。
星城高校3年の時にインターハイの軽量級に出場するも予選リーグで敗れた。愛知大学時代には正力杯東海地区予選の60kg級で3連覇を果たした。
1997年にはダイコロの所属となると、実業個人選手権66kg級で2年連続3位になった。1999年にはバンコク国際柔道大会で優勝した。
2001年に大成中学及び高校の教員になると、柔道部のコーチとなった。2006年に女子柔道部が創設されると中学の監督に就任した。高校は妹の大石いづみが監督を務めていたこともあったが、2013年から高校でも監督になった。中学柔道部は2017年現在、近代柔道杯で優勝6回、全国中学校柔道大会で優勝3回、マルちゃん杯で4回の優勝を果たした。2012年から2014年にかけては中学団体3冠(近代柔道杯、全国中学校柔道大会、マルちゃん杯)を3年連続で達成した。高校では2015年のインターハイでようやく全国大会初優勝を飾ると、2016年のインターハイでは2連覇を果たした。
選手では2014年の世界選手権48kg級で優勝した近藤亜美や、2015年の世界ジュニア63kg級で優勝した鍋倉那美、世界カデ57kg級で優勝した武田亮子の他に、鈴木伊織、中江美裕、黒木七都美などの指導にあたった。
2015年の世界選手権で近藤が3位に終わった際には、生活態度全般の乱れを敢えて指摘して改心を誘った。2016年のリオデジャネイロオリンピックに近藤が出場した際には現地へ応援に駆けつけた。近藤によれば、試合では3位に終わったことから大石は拗ねてしまい、少しケンカになってしまったという。
なお、柔道部での練習は3時間ほどで、毎日練習内容を変えながら取り組んでいる。中学や高校での指導の目的はあくまで「育成」であるという考えから、戦術面での強化よりも地道に基礎を築き上げることを優先させている。また鍋倉によれば、大石は元テニス選手の松岡修造のように熱い人物だという。
2017年11月からは大成高校を休職して、ルーマニアナショナルチームの代表監督に就任することが決まった。任期は2020年の東京オリンピックまでだという。

## 選手としての実績
- 1994年-1996年 -　正力杯東海地区予選　60kg級　3連覇
- 1998年-1999年 -　実業個人選手権　66kg級　3位
- 1999年 -　バンコク国際柔道大会 66kg級　優勝

(出典)。

## 監督としての実績
- 近代柔道杯　優勝6回(2008年、2012年-2015年、2017年)
- 全国中学校柔道大会　優勝3回(2012年-2014年)
- マルちゃん杯　優勝4回(2012年-2015年)

(出典、、)。
- インターハイ　優勝2回(2015年、2016年)

(出典)。